# Lüllau
Lüllau ist ein Ortsteil von Jesteburg im Landkreis Harburg in der Lüneburger Heide, Niedersachsen. Er liegt drei Kilometer westlich von Jesteburg an der Seeve.
Auf plattdeutsch heißt der Ort Lüll.

## Geschichte
Um 800–850 wurde das Dorf Lüllau bereits erwähnt.
Im Jahre 1364 wurde der Ort als Lulleghe in der Urkunde Nr. 633 aus dem „Lüneburger Urkundenbuch, Archiv des Klosters St. Michaelis zu Lüneburg“ erwähnt.
Am 1. Juli 1972 wurde die Gemeinde Lüllau im Zuge der Gebietsreform in Niedersachsen aufgelöst. Der kleinere Teil mit damals mehr als 400 Einwohnern kam zu Jesteburg. Die Stadt Buchholz in der Nordheide erhielt den Großteil mit damals mehr als 700 Einwohnern.

## Wappen
Blasonierung: In Blau auf grünem Boden ein Ritter in goldener Rüstung, der in der Rechten ein goldenes Schwert, in der Linken einen auf dem Boden stehenden goldenen Schild hält, der den Lüneburger blauen Löwen zeigt.